# Teppanyaki
Le teppanyaki (鉄板焼き, littéralement « grillé sur une plaque en fer ») est un mot japonais désignant un type de cuisson japonaise où l'on utilise une plaque chauffante pour cuire les aliments. En Occident, le mot désigne généralement un style de cuisine fusion originaire du Japon dont la création est attribuée à la chaîne de restaurants japonaise Misono en septembre 1945 à Kobe, mêlant l'utilisation du traditionnel teppan japonais et des ingrédients occidentaux (en particulier du bœuf), qui a été popularisé sous forme de « dîner spectacle » par la chaîne américaine Benihana en 1964.

## Historique
Si l'apparition de la cuisson sur plaque chauffante au Japon est indéterminée, on peut attester de son existence grâce à certains plats cuisinés sur un teppan, comme une forme de pancake japonais aujourd'hui disparue appelée funoyaki (麩の焼き (ja)) dont les premières traces apparaissent dans un écrit du XVIe siècle de Sen no Rikyū. Par ailleurs, un instrument similaire à un barbecue portable appelé shichirin (七輪, sept roues) pouvant être utilisé avec un teppan est ancien ; il est répandu au Japon depuis la période Edo.
C'est la chaîne de restaurants japonaise Misono qui est à l'origine du style de cuisine connu en Occident sous le nom de teppanyaki. En septembre 1945, le restaurant de Kobe invente une cuisine qui combine des ingrédients occidentaux (ou d'inspiration occidentale) avec l'utilisation du teppan japonais dont le plat le plus emblématique est le steak de bœuf cuit sur un teppan.
Après cette création, c'est aux États-Unis que le teppanyaki prend sa forme occidentale actuelle. La chaîne Benihana a rendu ce type de cuisine populaire en y ajoutant une dimension de spectacle. Le fondateur du premier restaurant de la chaîne Rocky Aoki (en) voulait en effet rendre la cuisine japonaise plus populaire auprès des Américains ; son premier restaurant étant situé près de Broadway, il développa un concept de « dîner-spectacle » où l'on venait autant pour manger que pour voir le chef préparer les plats. Il a aussi choisi des chefs capables d'assurer un show autour de la préparation des aliments.
De nos jours, le concept a été copié dans de nombreux restaurants où le chef cuisinier officie devant les convives et se livre à divers exercices acrobatiques, comme le jonglage avec ses ustensiles. Ce style de restaurant existe partout dans le monde, et même au Japon.
Néanmoins, si en Occident le terme de teppanyaki est associé à ce spectacle, il désigne un mode de cuisson au Japon, pouvant être réalisé chez soi, sans autre forme de cérémonie ; par exemple, il existe au Japon des restaurants d'okonomiyaki permettant de réaliser ses plats soi-même en utilisant un teppan intégré à la table.
Il est à noter qu'aux États-Unis, le teppan est parfois désigné sous le nom d'hibachi (un petit chauffage d'appoint) ; cela est dû à sa ressemblance avec le shichirin (barbecue portable japonais).

## Ingrédients

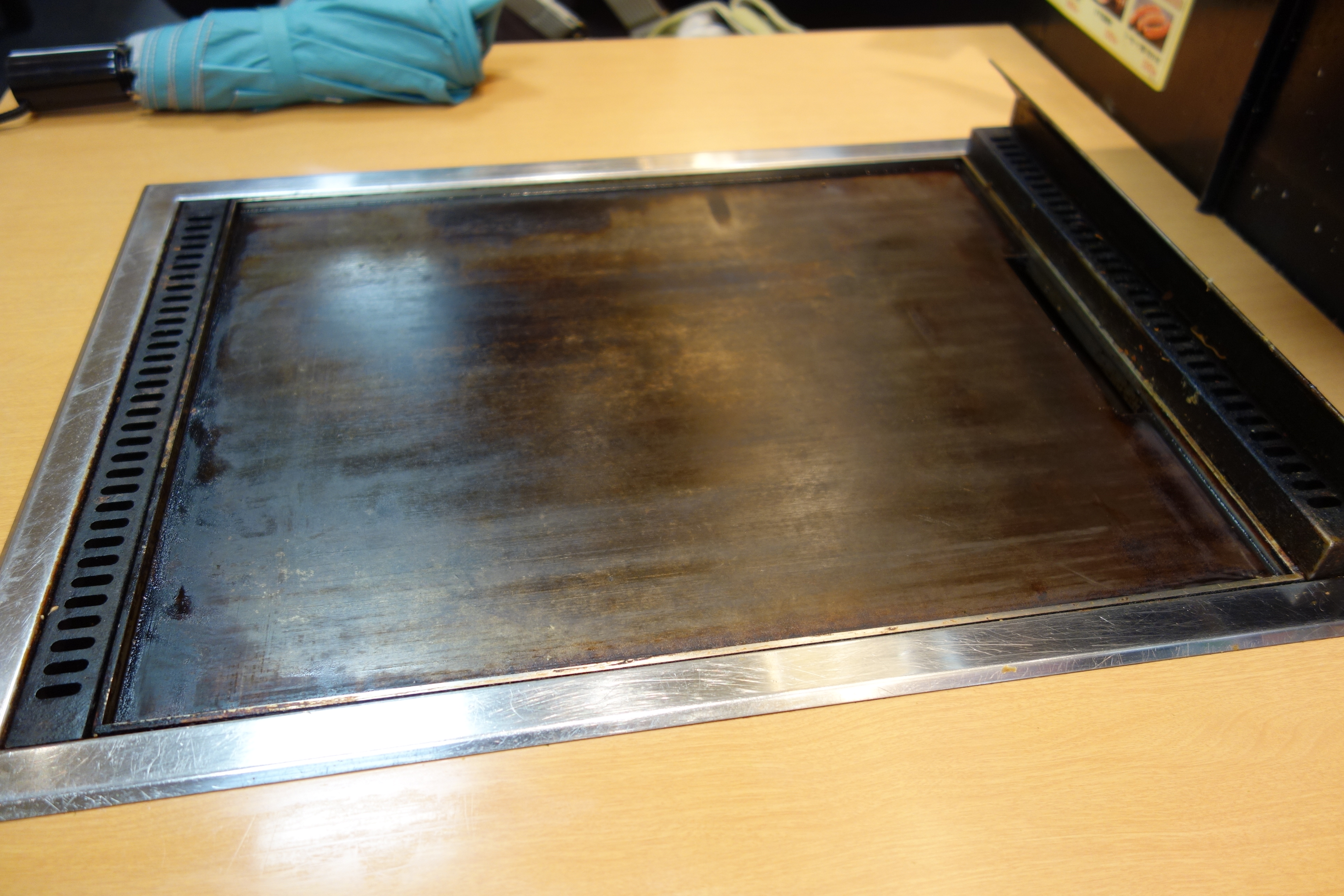
Équipement pour teppanyaki.

Au Japon, ce terme désigne un type de cuisson. Il n'existe pas d'ingrédients spécifiques au teppanyaki. On peut cependant citer des plats tels que l'okonomiyaki, les yakisoba ou encore les monjayaki.
Dans sa déclinaison occidentale, les ingrédients traditionnellement utilisés pour le teppanyaki sont le bœuf, les crevettes, les coquilles Saint-Jacques, le poulet, les œufs de poule et différents légumes. On utilise de l'huile de soja pour la cuisson.